# The Village
The Village – miasto w Stanach Zjednoczonych, w stanie Oklahoma, w hrabstwie Oklahoma.